# Pöllösaari (ö i Södra Savolax, S:t Michel, lat 61,83, long 26,84)
Pöllösaari är en ö i Finland. Den ligger i sjön Puula och i sjön Puula och i kommunen S:t Michel i den ekonomiska regionen  S:t Michel och landskapet Södra Savolax, i den södra delen av landet, 210 km nordost om huvudstaden Helsingfors. Öns area är 49,1 hektar och dess största längd är 1,2 kilometer i sydöst-nordvästlig riktning.